# Collégiale Saint-Louis de La Saussaye
La collégiale Saint-Louis de La Saussaye est une ancienne collégiale française située  à La Saussaye a été fondée en 1317 par Guillaume d'Harcourt (mort en 1327), baron d'Elbeuf, seigneur de La Saussaye, conseiller du roi, maître d'hôtel du Roi Philippe le Bel, grand-queux de France, et Blanche d'Avaugour, sa troisième épouse.

## Histoire
Dédiée à saint Louis, la collégiale, construite de 1307 à 1317 par Guillaume d’Harcourt, fils de Jean 1er d'Harcourt, remplace une petite chapelle en ruine. 
Elle était le siège d'un chapitre canonial, composé de 13, puis (après 1550) 12 chanoines résidant chacun dans les petites maisons situées autour de la collégiale,. En contrepartie de la fondation faite à leur profit, les chanoines avaient pour mission de prier et célébrer le culte dans la collégiale.
La Révolution mit fin au chapitre canonial et confisqua les biens qui lui apportaient ses revenus.
La collégiale fut reconstruite après deux incendies successifs, en 1558 et en 1875. De ces incendies ne sont conservés que les murs.
Elle abritait aussi la sépulture familiale des comtes, puis ducs d'Elbeuf, ses fondateurs, sépulture qui fut profanée en 1793.
Fermée pendant la Terreur, la collégiale fut convertie en église paroissiale et rendue au culte après le concordat de 1801.
Elle abrite aujourd'hui un musée des Charitons.